# Віталій Тайберт
Віталій Тайберт (нім. Vitali Tajbert; нар. 25 травня 1982, Михайлівка, Павлодарська область, Казахська РСР) — німецький професійний боксер, призер Олімпійських ігор і чемпіонату світу з боксу, чемпіон світу за версією WBC (2010) в другій напівлегкій вазі.

## Ранні роки
Віталій Тайберт є російським німцем, що народився в СРСР і в 1992 році разом із сім'єю емігрував до Німеччини.

## Аматорська кар'єра
Тайберт брав участь в багатьох турнірах . Основними здобутками на аматорському рингу для нього стали бронзова медаль молодіжного чемпіонату Європи (1999), золота медаль на молодіжному чемпіонаті світу (2000), срібна медаль на чемпіонаті світу (2003), золота медаль на чемпіонаті Європи (2004) і бронзова медаль Олімпійських ігор 2004.

### Виступ на Олімпіаді
У першому раунді змагань переміг Даніель Брізуела (Аргентина) — RSC
У другому раунді змагань переміг Хедафі Джелхір (Франція) — 40-26
У чвертьфіналі переміг Луіс Франко (Куба) — 34-26
У півфіналі програв Кім Сонг Гук (Північна Корея) — 24-29

## Професіональна кар'єра
На професійному рингу дебютував 3 грудня 2005 року.
З 26 професійних боїв 24 провів на аренах Німеччини.
29 лютого 2008 року здобув перемогу одностайним рішенням суддів над діючим чемпіоном Європейського Союзу за версією EBU в другій напівлегкій вазі іспанцем Хесусом Гарсія Ескалона, відібравши в нього титул.
5 грудня 2008 року зустрівся в бою з чемпіоном Європи за версією EBU білорусом Сяргєєм Гулякевичем і поступився йому одностайним рішенням.
21 листопада 2009 року після перемоги за очками над мексиканцем Умберто Гутьєресом Віталій Тайберт заволодів титулом "тимчасового" чемпіона світу за версією WBC в другій напівлегкій вазі. Його наступний суперник мексиканець Умберто Сото, що володів титулом чемпіона світу, відмовився від бою з Тайбертом і перейшов до легкої ваги, залишивши титул вакантним. У зв'язку з цим Тайберт був оголошений повноцінним чемпіоном світу за версією WBC.
В першому захисті титулу Тайберт переміг мексиканського ветерана Ектора Веласкеса, але 26 листопада 2010 року в своєму другому професійному бою за межами Німеччини в японській Нагої проти місцевого боксера Такахіро Ао він програв одностайним рішенням суддів, втративши звання чемпіона. В третьому раунді Тайберт вперше в кар'єрі побував в нокдауні.